# Femme dans un jardin
Femme dans un jardin, ou Femme avec un panier de haricots dans le jardin (1651 ou 1661) est une peinture à l'huile sur toile du peintre hollandais Pieter de Hooch. C'est un exemple de l'Âge d'or de la peinture néerlandaise, conservé au Kunstmuseum de Bâle.

## Description
Cette peinture a été documentée par Peter C. Sutton en 1980, qui pensait que la date de 1651 était trop précoce, et que le « 5 », écrit de façon suspecte, le mènent à la date plus vraisemblable de 1661. Il a également comparé la peinture à d'autres peintures de jardins réalisées par De Hooch au début des années 1660, et a fait remarquer que l'homme du portrait sur le battant de la fenêtre au premier plan, n'est apparu qu'après nettoyage de la peinture dans les années 1913-1927.
Selon l'année, le tableau représente un jardin à Delft, ou Amsterdam, mais en tout cas, cette scène de jardinet est très similaire à celles d'autres peintures de De Hooch :

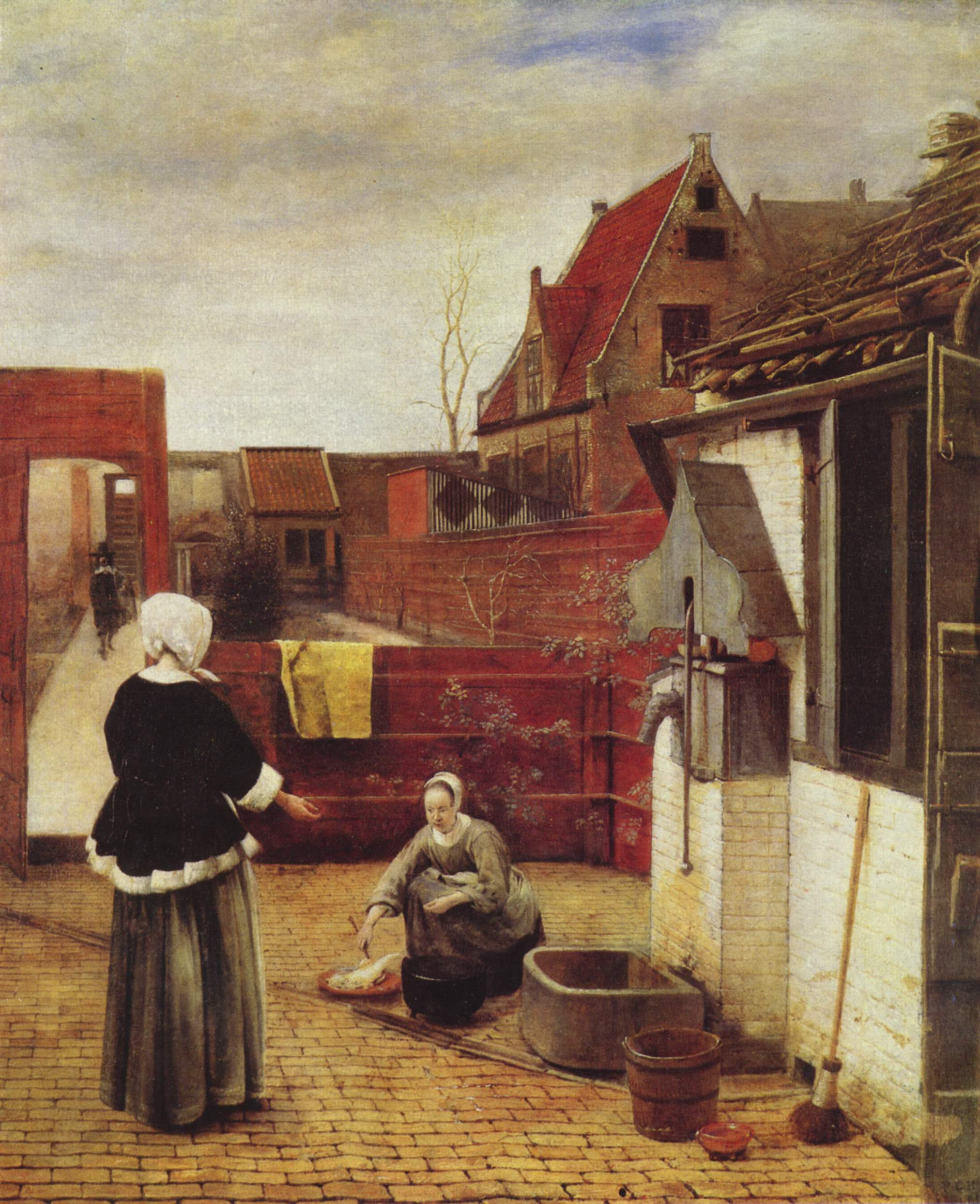
Femme et Servante dans une cour.
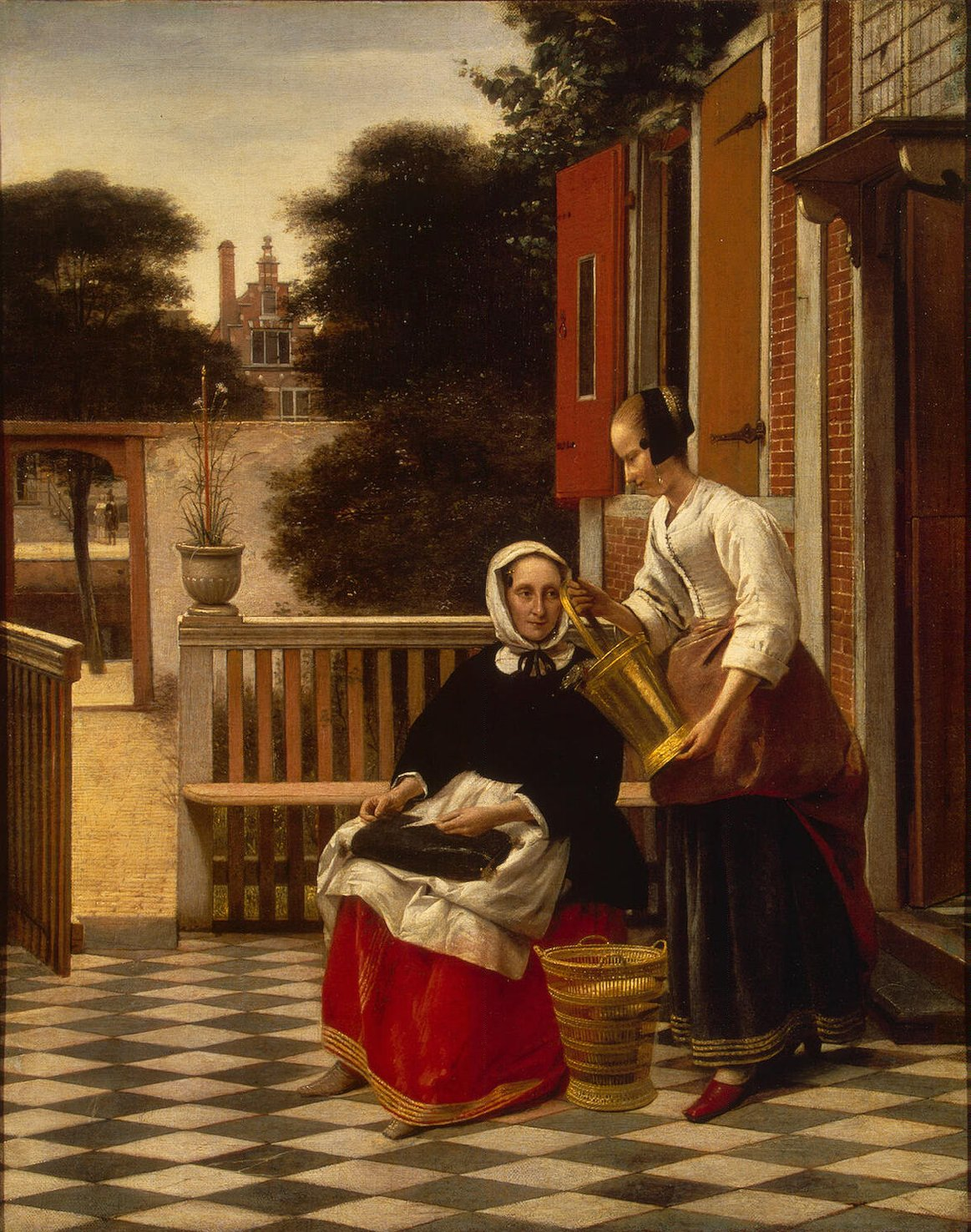
La Maîtresse et la Servante au seau.